# Ranxeria Buena Vista
La ranxeria Buena Vista d'indis Me-Wuk de Califòrnia és una tribu reconeguda federalment dels miwok al comtat d'Amador (Califòrnia). La ranxeria Buena Vista pertany als miwok de la sierra, uns amerindis de Califòrnia.

## Govern
La tribu dirigeix negocis des de Sacramento (Califòrnia). La tribu és dirigida per un consell elegit. Des del 2012 la president tribal és Rhonda Morningstar Pope.
El consell tribal inclou Dr. Roselynn Lwenya, directora de recursos mediambientals, i Arnold Samuel, conseller general. El registre tribal es basa en descendència lineal dels membres originals de la tribu; la qual cosa vol dir que no requereix un quàntum de sang mínim.
El reconeixement federal de la Ranxeria Buena Vista d'indis Me-Wuk" el 2013 va ser desafiat per una demanda que s'està a l'esperade la inclusió en el Novè Circuit d'Apel·lacions en San Francisco, a Amics del Comtat d'Amador, et al. versus Ken Salazar, et al.

## Reserva
La ranxeria Buena Vista és una parcel·la de terra de 67 acres situada just als afores del CDP de Buena Vista (comtat d'Amador, Califòrnia). La terra va pertànyer antigament a la família Oliver i fou adquirida pel govern federal per a establir una ranxeria índia en 1927.

## Història
La ranxeria fou terminada unilateralment pel Congrés dels Estats Units, juntament amb 42 ranxeries més, sota la California Rancheria Act de 1958. La tribu va obtenir novament el reconeixement federal el 1985. El 1970 el president Richard Nixon declarà que la Llei de Ranxeries era un fracàs. La tribu Ranxeria Buena Vista es va unir a unes altres setze tribus ameríndies californianes en la demanda col·lectiva Hardwick v. United States per tal de restaurar llur sobirania, i el 1987 les tribus guanyaren el plet. El 22 de desembre de 1983 la tribu Ranxeria Buena Vista va ratificar la seva constitució.